# Tuf
Tuf este un termen care se referă la un tip de rocă sedimentară având ca și caracteristică un grad înalt de porozitate (în mod variabil).

## Mecanisme de formare
Modalitățile prin care apar rocile cunoscute ca fiind tufuri sunt de mai multe tipuri:
- cimentarea produselor cineritice provenite din erupțiile vulcanice (cenușă, nisipuri etc).
- precipitarea carbonaților (minerale care conțin ionul carbonat) din ape:

- la temperaturi ridicate: precipitare rapidă petrecută la gura izvoarelor sau în peșteri, mecanism care duce la un grad mai redus de porozitate;

- la temperaturi ambientale: precipitare lentă care duce la apariția unui grad de porozitate ridicat.

## Compoziție
Compoziția chimică diferă în funcție de proveniență.
Varietățile de tuf mai cunoscute sunt cele folosite în construcții și ornamentări, astfel:
- Tuful vulcanic cu continut mare de SiO2 (> 55 %) este folosit pe scara mare in industria cimentului
- Tuful calcaros , are la bază precipitarea Carbonatului de Calciu .

## Rolul stratigrafic
Anumite orizonturi de tuf vulcanic, cu grosimi de până la câtiva zeci de metri, joacă un rol important ca repere geologice stratigrafice. Exemple: orizonturile de tuf din neogenul Bazinului Transilvaniei ("Tuful de Dej", "Tuful de Hădăreni", "Tuful de Ghiriș", "Tuful de Bazna" ș.a.).

## Tufurile neogene din Transilvania
- Tuful de Dej (Badenian mediu) cu cinerite riodacitice provenite din vulcanul Ciceu.

- Tuful de Borșa (Tuful de Iclod, Tuful de Turda), la limita Badenian-Sarmațian.

- Tuful de Hădăreni situat în jumătatea superioară a Buglovianului, de 8 m grosime (se paralelizează cu Tuful de Gădălin).

- Intre Viișoara și Câmpia Turzii sub tuful de Hădăreni apar două nivele 
de tufuri cu grosimi de 8 și 4 m.

- Tuful de Ghiriș (Sarmațian) marchează limita superioară a Buglovianului. 

- Peste Tuful de Ghiriș în estul Transilvaniei stau tufurile de Zau, de Sărmășel, de Șincai, de Râciu, de Bozed, de Ercea și de Oarba (toate sarmațiene). 

- In zona Cojocna-Turda-Aiud în Sarmațianul mediu se găsesc tufuri de 1-1,5 m grosime numite Tuful de Urca și Tuful de Gorgan. 

- Tuful de Bazna (Meoțian mediu-superior) de 1-2 m la 4,5 m grosime (numit și Tuf de Ighiș sau Tuf de Vama Seacă).
Augustin Vancea (1960) descrie 7 niveluri de tufuri neogene pe malul stâng al râului Arieș între Turda și Câmpia Turzii, cu grosimi cuprinse între 1 - 8 m. Acestea formează praguri pe cursul Arieșului, care au împiedecat în trecut transportul sării cu plute de la Salina Turda la porturile de îmbarcare ale sării de la Mirăslău, Decea și Alba Iulia.

## Galerie de imagini

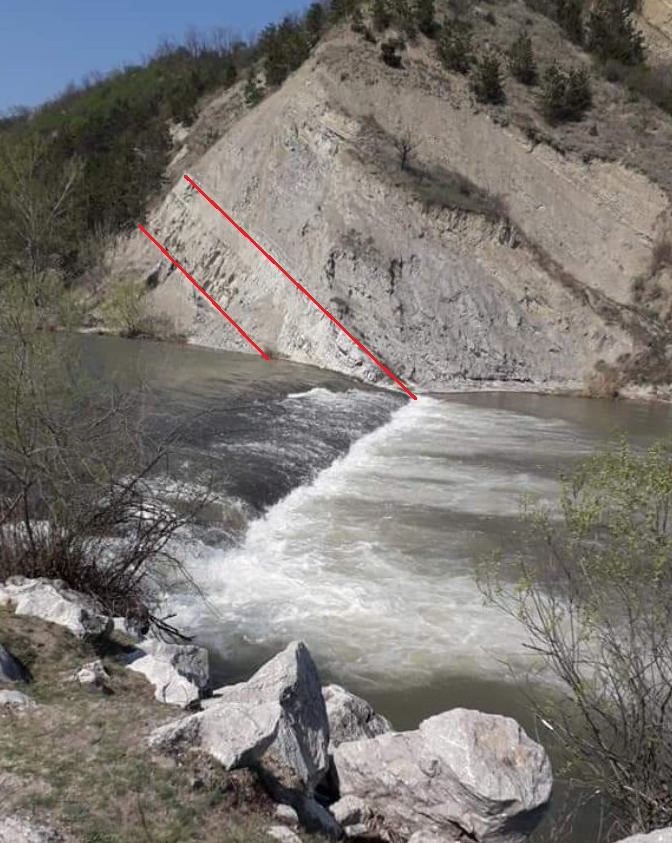
Strat înclinat de tuf vulcanic neogen la “Gâtul Poienii” din Turda, la vărsarea pârâului Aluniș în râul Arieș. Cauzează pragul din Arieș.
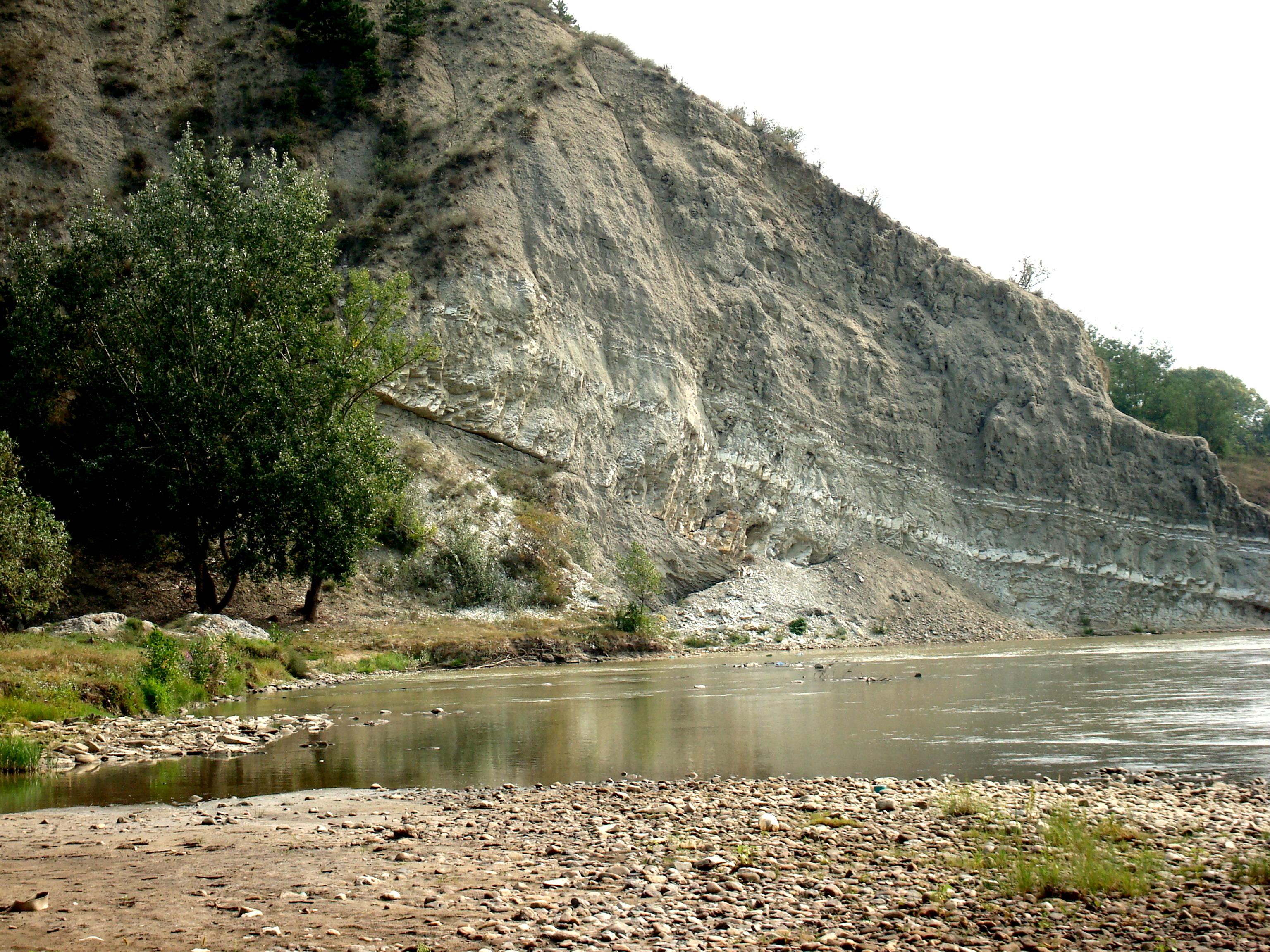
Strat înclinat de tuf vulcanic neogen alb în punctul “Gâtul Poienii” din Turda, la vărsarea pârâului Aluniș în râul Arieș.
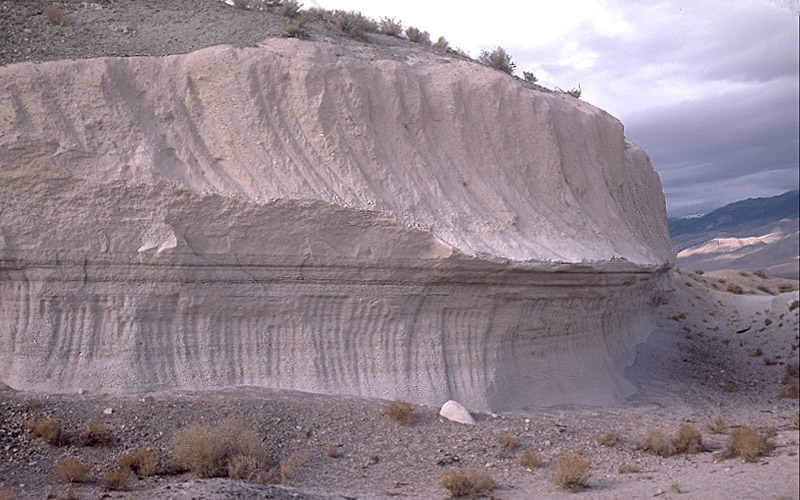
Strat masiv de tuf vulcanic (Bishop, California, SUA)